# برنامج المعرفة قوة
برنامج المعرفة قوة أو اختصارًا بالإنجليزية: KIPP، هو شبكة وطنية من مدارس الإعداد للكلية تكون مجانية ومتاحة للالتحاق بها في المجتمعات ضعيفة الموارد في جميع أنحاء الولايات المتحدة. وتتأسس مدارس برنامج «المعرفة قوة» عادة بموجب قوانين المدارس الخاصة في الولاية، ويتألف هذا البرنامج من أكبر شبكة من المدارس العامة المستقلة في أمريكا. ويقع المقر الرئيسي لهذا البرنامج في الجناح 1700 من مبنى 135 في شارع مين ستريت في فاينانشيال ديستركت، في سان فرانسيسكو.

## نظرة عامة
بدأت مؤسسة برنامج «المعرفة قوة» سنة 1994 بعدما أنهى مؤسساها ديف ليفين ومايك فاينبرج الالتزام الخاص بمؤسسة تيتش فور أمريكا (Teach For America)، الذي استمر لمدة سنتين وأطلقا برنامج طلاب الصف الخامس في مدرسة حكومية في وسط مدينة هيوستن، تكساس. وقد قام فاينبرج بتحويل أكاديمية برنامج المعرفة قوة بهيوستن (KIPP Academy Houston) لتصبح مدرسةً عامة مستقلة، بينما أسس ليفين أكاديمية برنامج المعرفة قوة بنيويورك (KIPP Academy New York) في جنوب برونكس. تتميز أكاديميات برنامج «المعرفة قوة» بسجل مستمر من التحصيل الطلابي الممتاز.

## مبادئ العمل
تعمل المدارس وفقًا لمبدأ ينص على أنه ليست هناك طرق مختصرة: حيث تعمل عوامل مثل توفر المعلمين المتميزين وقضاء المزيد من الوقت في المدرسة ومنهج الإعداد للكلية الصارم وثقافة الإنجاز والدعم المتأصلة التي تعمل على مساعدة الطلاب المحرومين من التعليم في اكتساب المعرفة والمهارة والشخصية اللازمة للنجاح في أعلى مستوى من المدارس الثانوية والكليات وفي العالم التنافسي الذي ينتظرهم بعد ذلك.
وأكثر من 95% من طلاب برنامج «المعرفة قوة» من الأمريكيين من أصل إفريقي أو من أمريكا اللاتينية / الإسبان؛ وأكثر من 87% منهم مؤهلون لبرنامج الوجبات الغذائية المدعمة فيدراليًا. ويُقبل الطلاب بصرف النظر عن سجلهم الأكاديمي السابق أو سلوكهم أو خلفياتهم الاجتماعية والاقتصادية. ومع ذلك، فإن نسبة طلاب التعليم الخاص أو الذين لا يتقنون الإنجليزية في مدارس هذا البرنامج عادةً ما تكون منخفضةً مقارنةً بالمدارس الحكومية العامة التي يتخرجون منها.

## مؤسسة برنامج المعرفة قوة (KIPP)
وقد كوَّن كل من دوريس ودونالد فيشر، مؤسسا شركة Gap Inc. شراكةً متميزة مع فاينبرج وليفين لتكرار نجاح برنامج «المعرفة قوة» على الصعيد الوطني. وتوظف مؤسسة برنامج المعرفة قوة (KIPP) غير الهادفة للربح، التي تأسست سنة 2000 بمنحة تبلغ 15 مليون دولار من آل فيشر، المدرسين المتميزين وتدربهم وتدعمهم من أجل افتتاح المدارس الحكومية الفعالة الهادفة للإعداد للكلية وإدارتها في المجتمعات المحرومة من التعليم. وتساعد المؤسسة المنشآت المؤمنة والأطراف التي يتم التعاقد معها للعمل أثناء تدريب قادة المدارس من خلال برنامج قيادة مدارس برنامج كيب (KSLP) الذي يستمر لمدة عام، ويشمل برنامجًا مكثفًا من الدورات التدريبية التي تتم في جامعة نيويورك، وفترات الإقامة في مدارس برنامج «المعرفة قوة» الأخرى والدعم من طاقم عمل هذا البرنامج.

## معلومات عامة

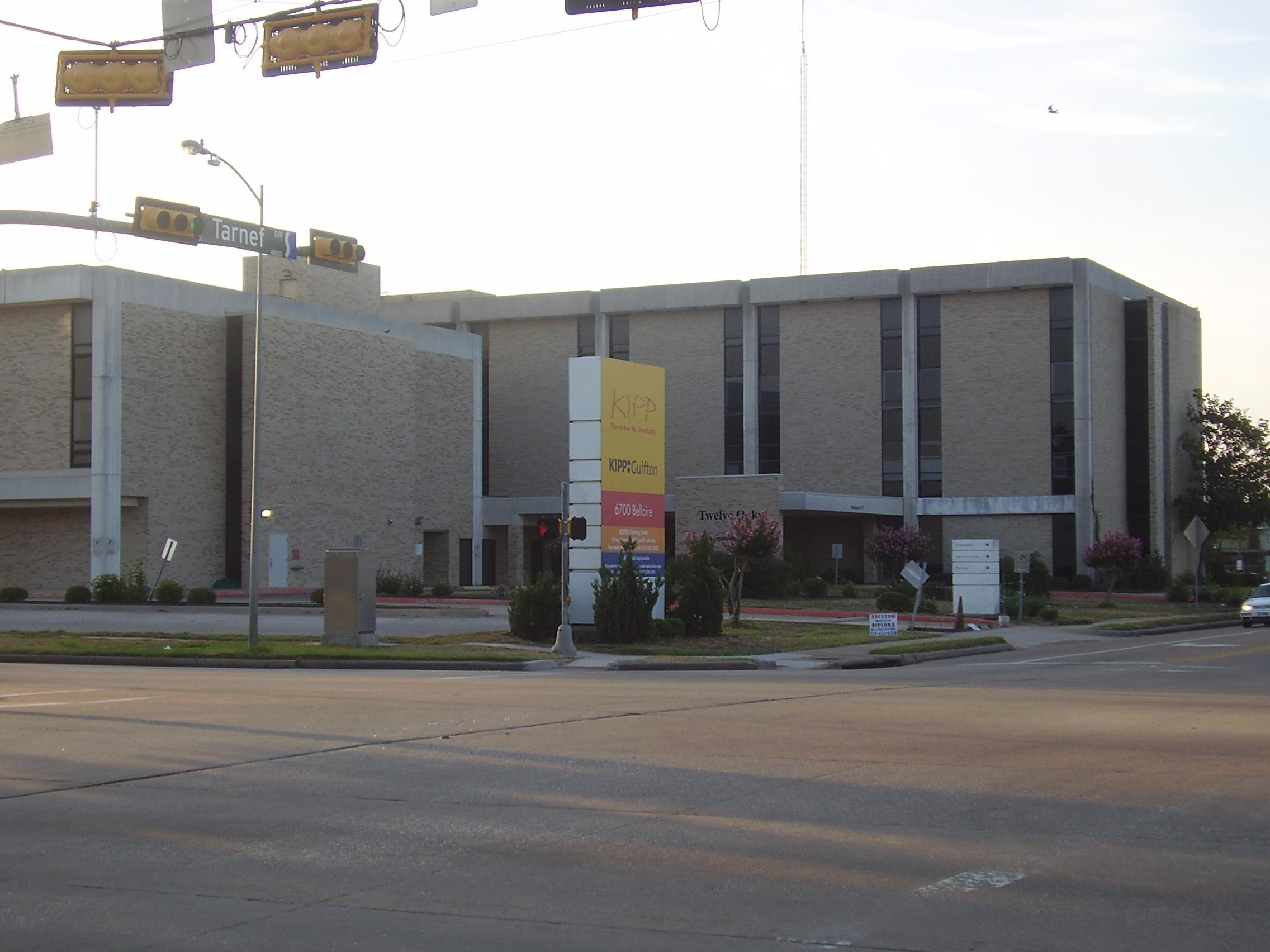
برنامج كيب جالفتون (KIPP Gulfton) في جريتر شاربستاون، هيوستن، تكساس، ويخدم جالفتاون

يتم قبول طلاب برنامج «المعرفة قوة» من خلال نظام القرعة. فعندما يرغب أحد الطلاب أو إحدى الطالبات في الالتحاق بإحدى مدارس هذا البرنامج، يتم ترتيب زيارة منزلية يقوم بها أحد المدرسين أو مدير المدرسة، حيث يلتقي فيها بالأسرة والطالب (الطلاب) لمناقشة توقعات جميع الطلاب والمدرسين والآباء في هذا البرنامج. ويتطلب من كل من الطلاب والوالدين والمدرسين بعد ذلك توقيع عقد هذا البرنامج، الذي يوافقون فيه على استيفاء مسؤوليات محددة، ويتعهدون ببذل قصارى جهدهم لمساعدة الطالب في النجاح والالتحاق بالكلية.
تعمل بيئة الأكاديمية الأصغر والأكثر حميميةً على منح الطلاب شعورًا بالمزيد من الراحة، ويمكن للمدرسين متابعة تقدم الطلاب بشكل أفضل. وتعمل الفرق متعددة التخصصات المكونة من مدرسين أو أكثر مع نفس المجموعة من الطلاب لفترة لا تقل عن عام. والهدف الذي تصبو إليه مؤسسة برنامج «المعرفة قوة» (KIPP) يكمن في اكتساب الطلاب للتعليم الجامعي؛ حتى يظل الطلاب على اتصال بمستشار الكلية الخاص بهم التابع لهذا البرنامج حتى بعد أن ينهوا دراستهم به. ويساعدهم هذا البرنامج في الحصول على منح كاملة أو شبه كاملة في مدارس خاصة أو داخلية، ويساندهم للالتحاق بفترات التدريب المهني و/أو البرامج الصيفية، حتى أنه يساعد الطلاب في إعداد السيرة الذاتية والبحث عن الوظائف واختيار المهنة. ويركز هذا البرنامج على بناء الشخصية أكثر من بناء القدرات العقلية. وهناك مدارس حكومية تابعة لهذا البرنامج في العديد من الولايات. وهي تتكون من KIPP: ELA وKIPP: College Preparatory وKIPP: Collegiate Academy.
وعلى الصعيد الوطني، التحق أكثر من 90 في المائة من طلاب المدارس المتوسطة لدى برنامج «المعرفة قوة» (KIPP) بمدارس ثانوية للإعداد للكلية، والتحق أكثر من 80 في المائة من خريجي هذا البرنامج بالكلية. وقد تخرج ثلث طلاب الصف الثامن الملتحقين بهذا البرنامج فقط في الكلية بعد ذلك بعشر سنوات، وذلك وفقًا للتقارير—وهو رقم أقل بكثير من معدل 75%، الذي سعى مؤسسو هذا البرنامج إلى تحقيقه في مدارس الإعداد للكلية. بينما يعتبر معدل التخرج في الكلية أعلى قليلاً من المتوسط الوطني الذي يبلغ 30.6، توفر مدرسة برنامج «المعرفة قوة» (KIPP) عادةً إمكانية قضاء وقت أطول بنسبة 60% في المدرسة مقارنةً بأي مدرسة حكومية عادية. ومن خلال زيادة وقت اليوم الدراسي ومطالبة الطلاب بالحضور أيام السبت وتوفير الأنشطة الإضافية وزيادة ثلاثة أسابيع دراسية في شهر يوليو، يتمتع الطلاب بالمزيد من الفرص التعليمية. وتعمل معظم مدارس هذا البرنامج من 7:30 صباحًا إلى 5:00 مساء. Monday through Friday and 8:30 a.m. to 1:30 p.m. on select Saturdays (usually twice a month). وقد عقد البرنامج شراكات مع منظمات أخرى، مثل الصندوق الجامعي الموحد للسود، وذلك لتناول القضايا المالية التي قد تتعلق بالمعدل المرتفع لتناقص أعداد الملتحقين بالكلية من خريجيها.
ويتسلم كل طالب في المدرسة المتوسطة مبلغًا ماليًا في نهاية الأسبوع، وذلك حسب تفوقه وأدائه وسلوكه العام على الصعيد الأكاديمي.
في نهاية السنة الدراسية، يتمتع طلاب البرنامج بحضور رحلة ميدانية لمدة أسبوع كامل. ومن خلال تنظيم هذه الرحلة في نهاية العام، يتيح البرنامج للطلاب ذوي الدخل المنخفض إمكانية الحصول على فرص جديدة. تختلف الرحلات حسب المدرسة والصف والدراسي والفصول المختلفة. ترسل مدرسة أكاديمية برنامج «المعرفة قوة» (KIPP) المتوسطة في هيوستن، تكساس، على سبيل المثال، طلاب الصف الخامس إلى واشنطن العاصمة، وترسل طلاب الصف السادس إلى يوتاه، وطلاب الصف السابع إلى الساحل الشرقي (نيويورك وكونكتيكت ونيوجرسي وماساتشوستس) لمشاهدة إحدى مسرحيات برودواي أو مشاهدة المعالم السياحية أو زيارة الكليات، وترسل طلاب الصف الثامن إلى الساحل الغربي (كاليفورنيا) لزيارة معالم مثل حديقة يوسيميت القومية (Yosemite National Park)، وديزني لاند والمعالم السياحية الأخرى بالإضافة إلى الكليات.[بحاجة لمصدر]

## تعليقات خارجية
في يونيو 2010، صدر عن معهد أبحاث ماثيماتيكا بوليسي (Mathematica Policy Research) النتائج الأولى من تقييم متعدد السنوات لبرنامج المعرفة قوة (KIPP)

علقت وثيقة إستراتيجية بتاريخ فبراير 2007 وضعتها مؤسسة أبحاث معهد بروكجنز (Brookings Institution) بالإطراء على إنجازات برنامج «المعرفة قوة» (KIPP). 
إلا أن تقريرًا بحثيًا نُشر في مارس 2005 من خلال معهد السياسة الاقتصادية (Economic Policy Institute) في شكل كتابي تحت عنوان "جدل المدارس الخاصة: بحث في مؤشرات الالتحاق والتحصيل" (The Charter School Dust-Up: Examining the Evidence on Enrollment and Achievement)،" وصف مدى نجاح عملية القبول في برنامج «المعرفة قوة» (KIPP) في اختيار من يتوقع منهم تحقيق إنجازات كبيرة:

## النقد والتعليق
يقول بعض الملاحظين، مثل واضعي بحث جدل المدارس الخاصة (The Charter School Dust-Up)، إن عملية القبول في برنامج «المعرفة قوة» (KIPP)تبحث عن الطلاب المتحمسين والمتوافقين من أبناء الأسر التي تتميز بنفس الدرجة من الحماس والتوافق وكذلك الدعم. وتوصلت دراسة معهد أبحاث ماثيماتيكا بوليسي لعام 2010 أن «نسبة طلاب التعليم الخاص أو الذين لا يتقنون الإنجليزية في مدارس برنامج المعرفة قوة عادةً ما تكون منخفضةً مقارنةً بالمدارس الحكومية التي يتخرجون منها.»
بالإضافة إلى ذلك، أظهرت بعض مدارس هذا البرنامج معدلات مرتفعة من انخفاض عدد الطلاب، وخاصةً بالنسبة للطلاب الذين يدخلون المدارس بأقل درجات في الاختبارات. وتوصلت دراسة أجرتها مؤسسة أبحاث ستانفورد الدولية (SRI International) عام 2008 أنه بينما يتفوق طلاب الصف الخامس في مدارس برنامج «المعرفة قوة» الذين يلتحقون بالدراسة بدرجات أقل من المتوسطة على زملائهم في نهاية العام الأول، «... فإن 60 في المائة من الطلاب الذين التحقوا بالصف الخامس في أربع مدارس في هذا البرنامج في منطقة باي في 2003-2004 تركوا المدرسة قبل الصف الثامن»، على الرغم من أن بحثًا أجري عن تناقص عدد الطلاب في إحدى مدارس هذا البرنامج في ماساتشوستس يختلف في هذا الإطار. ويناقش تقرير مؤسسة أبحاث ستانفورد الدولية أيضًا الحراك الطلابي الناتج عن تغير الظروف الاقتصادية لأسر الطلاب، ولكنه لا يربط هذا العامل بتناقص عدد الطلاب بشكل مباشر. يشار إلى أن أعداد المدارس في جميع الولايات غير متوفرة.
كتب كيه إس هايموفيتز (Kay S. Hymowitz) لجريدة سيتي جورنال (City Journal) يقول «إن السؤال يظل يتعلق بما إذا كان هذا البرنامج لم يكن بالطموح الزائد من البداية». بينما كانت خطة مؤسسي هذا البرنامج أن يتخرج خمسة وسبعون في المائة تقريبًا من طلابه من كلية مدتها أربع سنوات، كتب هايمويتز أن ثلثهم فقط هم من حصلوا على شهادة تخرج.
هذا وينشر برنامج «المعرفة قوة» (KIIP) بطاقة التقرير الوطني الخاصة به على الإنترنت: http://www.kipp.org/reportcard/